# TB-51 Vukovar
TB-51 Vukovar bio je ratni brod u sastavu Hrvatske ratne mornarice. Izgrađen je u Brodogradilištu Kraljevica 1971. godine te stavljen u službu u Jugoslavenskoj ratnoj mornarici pod imenom TČ-222 Partizan II.
Brod se 1991. zatekao na remontu u Mornaričkom tehničkom remontnom zavodu Velimir Škorpik u Šibeniku gdje je zaplijenjen te je stavljen u službu u Hrvatskoj ratnoj mornarici pod imenom Vukovar. 
Posadu broda činilo je 12 časnika i 12 mornara.
Brod je povučen iz službe 2000. godine te je bio uskladišten u vojnom skladištu "Brižine" kraj Splita. Nakon otpisa i prodaje predani je ugovorenom dobavljaču.
Od 2009. u sastavu Hrvatske ratne mornarice raketna topovnjača RTOP-41 nosi ime Vukovar.

## Zapovjednici
- Vojko Marelić
- Nadomir Kodžoman

## Poveznice
- Torpedni brodovi klase Shershen
- RTOP-41 Vukovar